# 奥山興悦
奥山 興悦（おくやま こうえつ、1941年3月28日 - ）は、日本の裁判官、公証人、弁護士。最高裁判所家庭裁判所調査官研修所長や、釧路地方裁判所長、東京高等裁判所部総括判事等を歴任した。瑞宝重光章受章。

## 人物・経歴
宮城県石巻市生まれ。宮城県石巻高等学校を経て、1964年東北大学法学部卒業。1966年東京地方裁判所判事補。1969年仙台地方裁判所判事補。1972年最高裁判所事務総局家庭局付。1975年家庭裁判所調査官研修所教官。1977年盛岡地方裁判所一関支部長。1979年最高裁判所事務総局家庭局第三課長。1983年最高裁判所事務総局家庭局第一課長。1985年東京地方裁判所判事。1988年司法研修所民事裁判教官、法務省司法試験考査委員（民事訴訟法担当）。1989年家庭裁判所調査官研修所長、法務省司法試験考査委員（民法担当）。1995年釧路地方裁判所長、釧路家庭裁判所長。1998年東京高等裁判所部総括判事。2003年昭和通り公証役場公証人。2011年第一東京弁護士会弁護士登録、瑞宝重光章受章。2015年佐藤綜合法律事務所客員弁護士。

## 裁判
- 法廷メモ訴訟で原告の請求を棄却した[3]。
- 国立マンション訴訟。

## 著書
- 『判例不動産法 譲渡担保』（共著）新日本法規出版 1969年